# Fahrzeugwaage

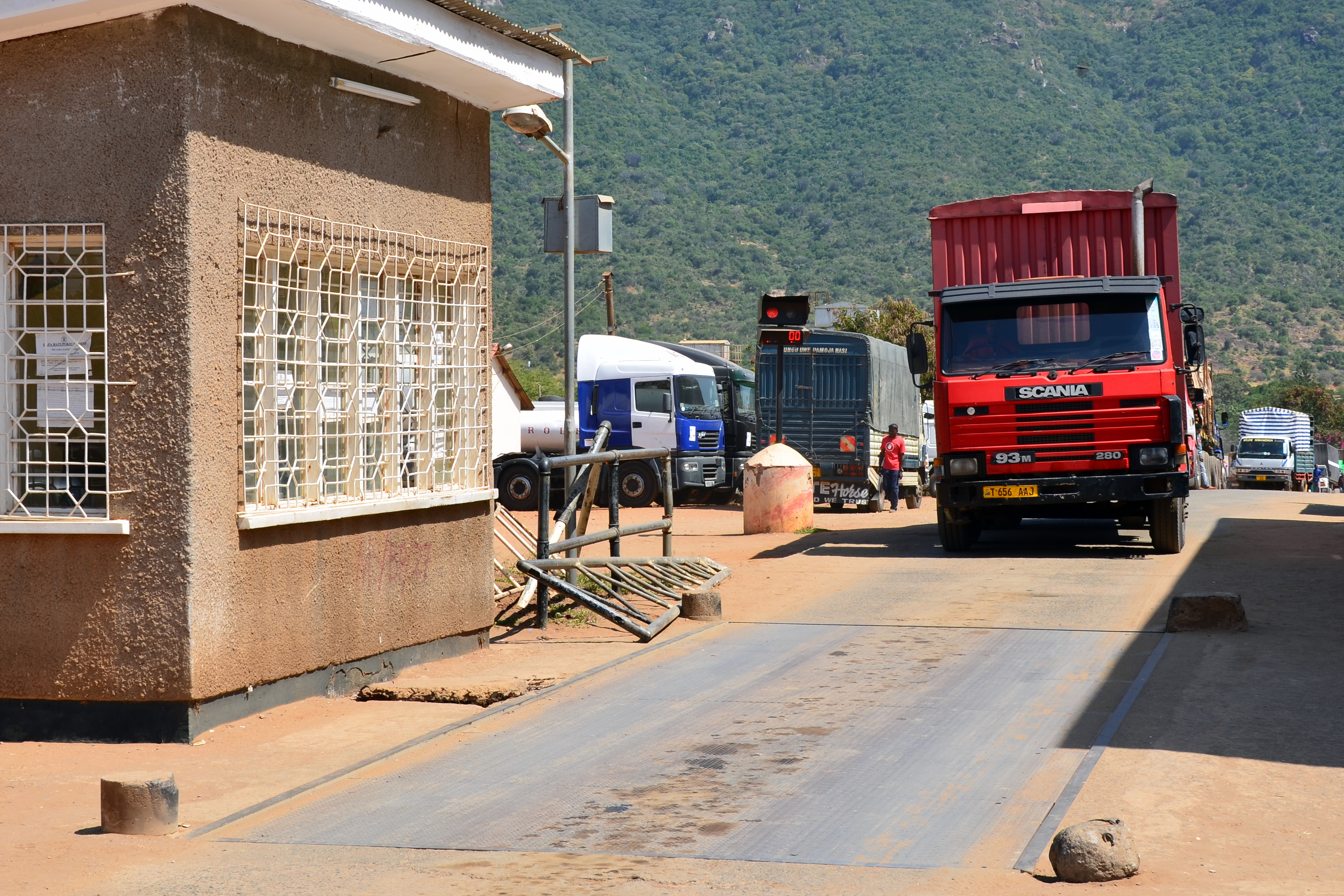
Fahrzeugwaage in Tansania (2012)

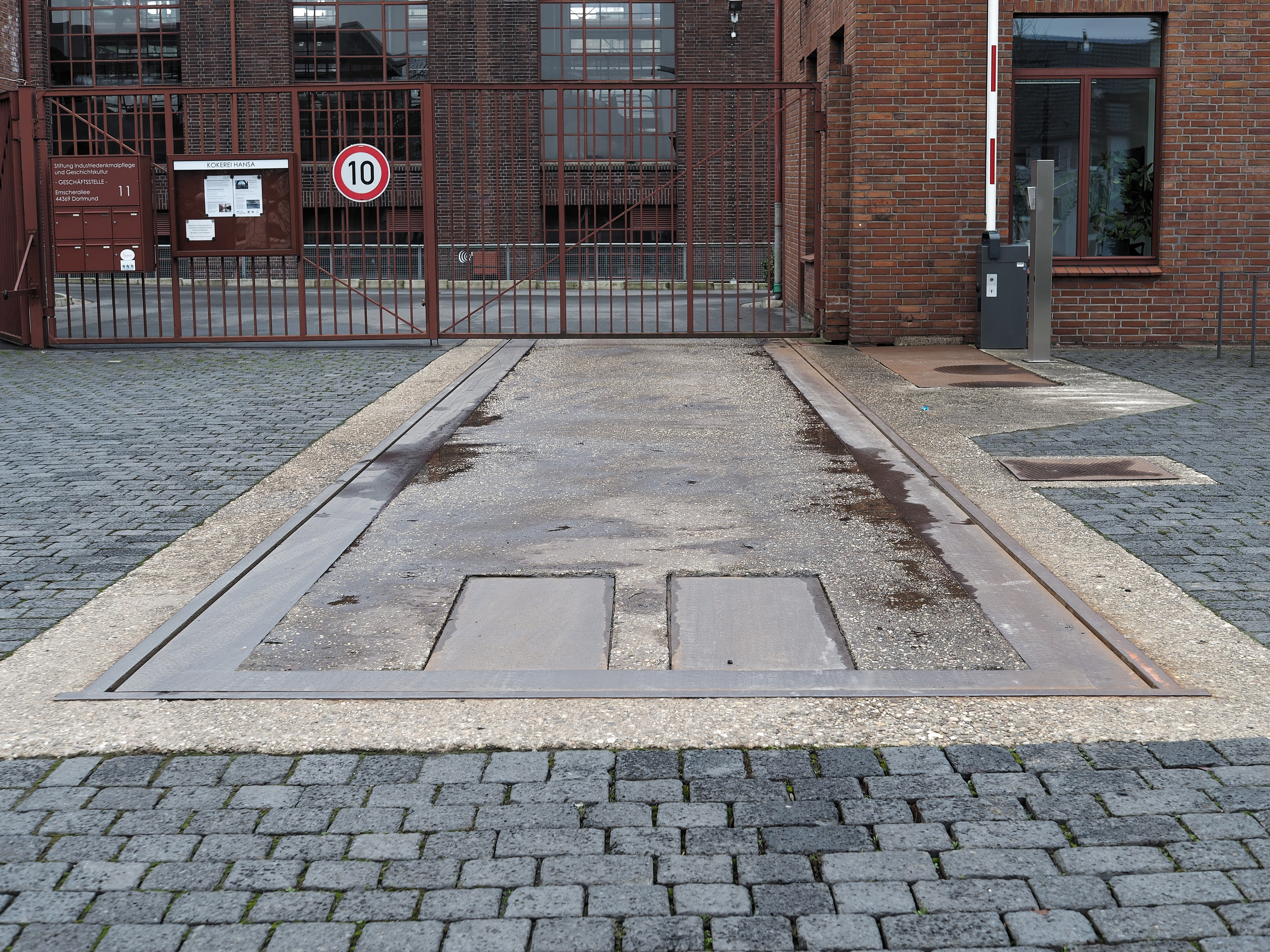
Fahrzeugwaage in Dortmund (2017)

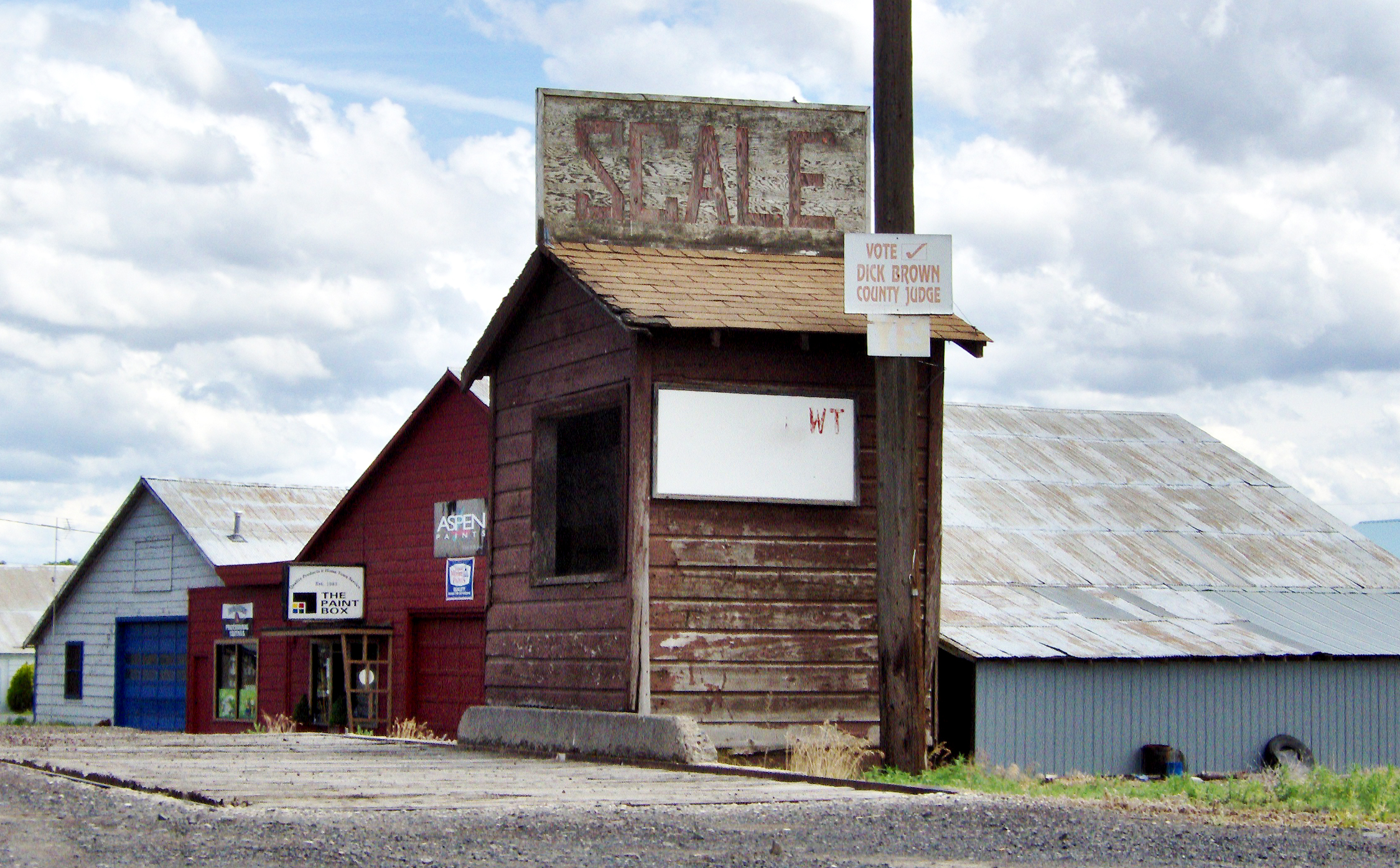
Historische Fahrzeugwaage in Oregon (2006)

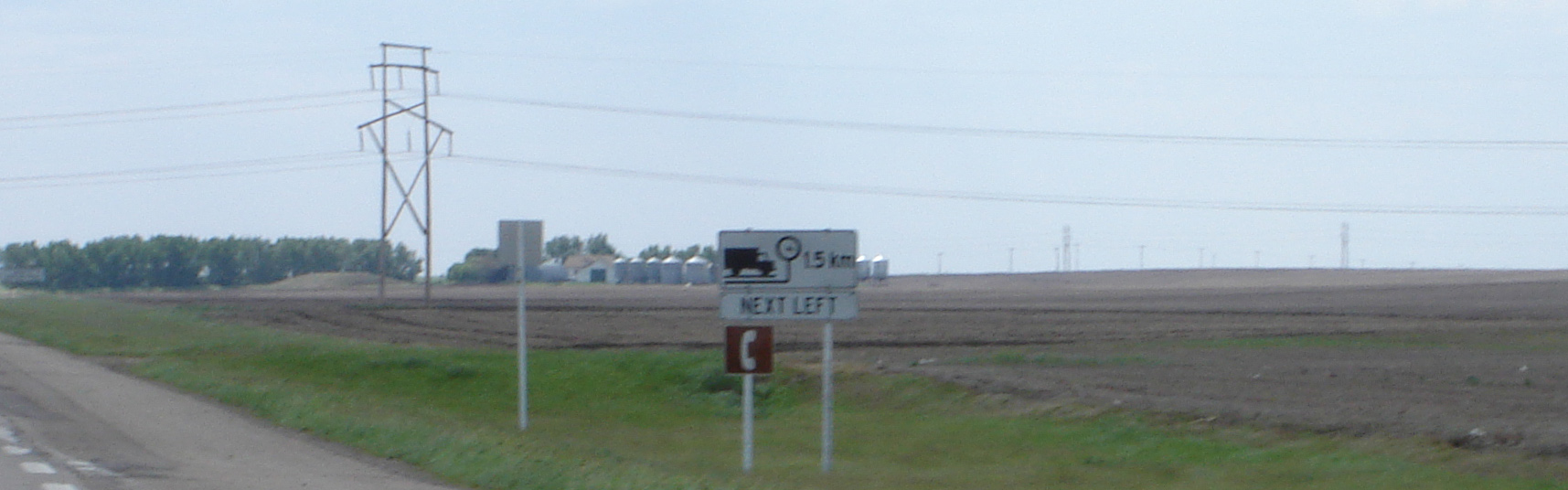
Wegweiser zur nächsten Fahrzeugwaage in Saskatchewan (2007)

Fahrzeugwaagen ermitteln das Gesamt- oder Teilgewicht von Fahrzeugen und deren Beladung. Die Waage ist nicht im Fahrzeug integriert. Es gibt Fahrzeugwaagen für Straßen- und Schienenfahrzeuge. Die Wägungen werden je nach System während der Fahrt dynamisch oder im Stillstand statisch durchgeführt.

## Geschichte
Mit Beginn der Industrialisierung und den damit einhergehenden größeren Warenströmen mussten vermehrt schwere Transportgüter verwogen werden. Bis ins 18. Jahrhundert hinein wurden die Waren, die aufgrund der manuellen Vorgehensweise maximal 500 kg schwer sein durften, per Hand auf die Waagen geladen. Dies entsprach dem Gewicht der damals üblichen Fässer.
1726 beschrieb der aus Leipzig stammende Jacob Leupold in seinem Werk „Theatrum staticum“ die sogenannte „Leipziger Rats-Heuwaage“, die eine wesentliche Vereinfachung des Wägens von schweren Lasten darstellt. Mithilfe dieser Waage konnten nach dem Prinzip der Laufgewichtswaage das Gewicht ganzer Frachtwagen ermittelt werden. Die Waage wurde mit einer Laufkatze an einen Balken befestigt und der zu wiegende Wagen mit Ketten in den Aufbau eingehängt. Mittels eines Räderwerks konnte der Wagen angehoben und gewogen werden.
Um den zeitintensiven Wiegevorgang zu verkürzen, erfolgten Versuche mit dem Ziel, das bisherige Prinzip der Heuwaage durch ein an die Tafelwaage angelehntes System zu ersetzen. 1740 erschuf der Zimmermeister John Wyatt die erste Brückenwaage. Die nach einer Modifikation von James Edgell ebenerdig befahrbare Brücke arbeitete nach dem Subsitutionprinzip und bestand aus einer Wiegefläche und einer Gewichtsschale. In der Schale befanden sich Gewichte, deren Menge die Höchstlast des Fahrzeugs widerspiegelte. Die Gewichte wurden nach Befahren der Wiegefläche solange aus der Schale entnommen, bis die Waage sich im Gleichgewicht befand.
Im 19. Jahrhundert setzte sich das Prinzip der Dezimalwaage durch, da durch den Einsatz von Hebeln weniger Gewichte benötigt wurden. Der Benediktinermönch Quintenz entwickelte 1822 die „Strassburger Waage“. Später wurde die Gewichtsschale und der Einsatz der Gewichte durch Laufgewichtshebel ersetzt.
Schwere Lasten verursachten eine starke Abnutzung der an der Waage installierten Hebel und Gelenke. Aus diesem Grund wurde eine Entlastungseinrichtung entwickelt, die die Brücke im unbelasteten Zustand vom Hebelwerk trennt. Nachdem diese Entlastung zuerst manuell erfolgt war, wurde dieser Vorgang bald durch Elektromotoren und hydraulische Kraftmaschinen übernommen. Aufgrund dieser Entwicklung konnte 1888 die erste 100-Tonnen-Waage in Betrieb genommen werden.

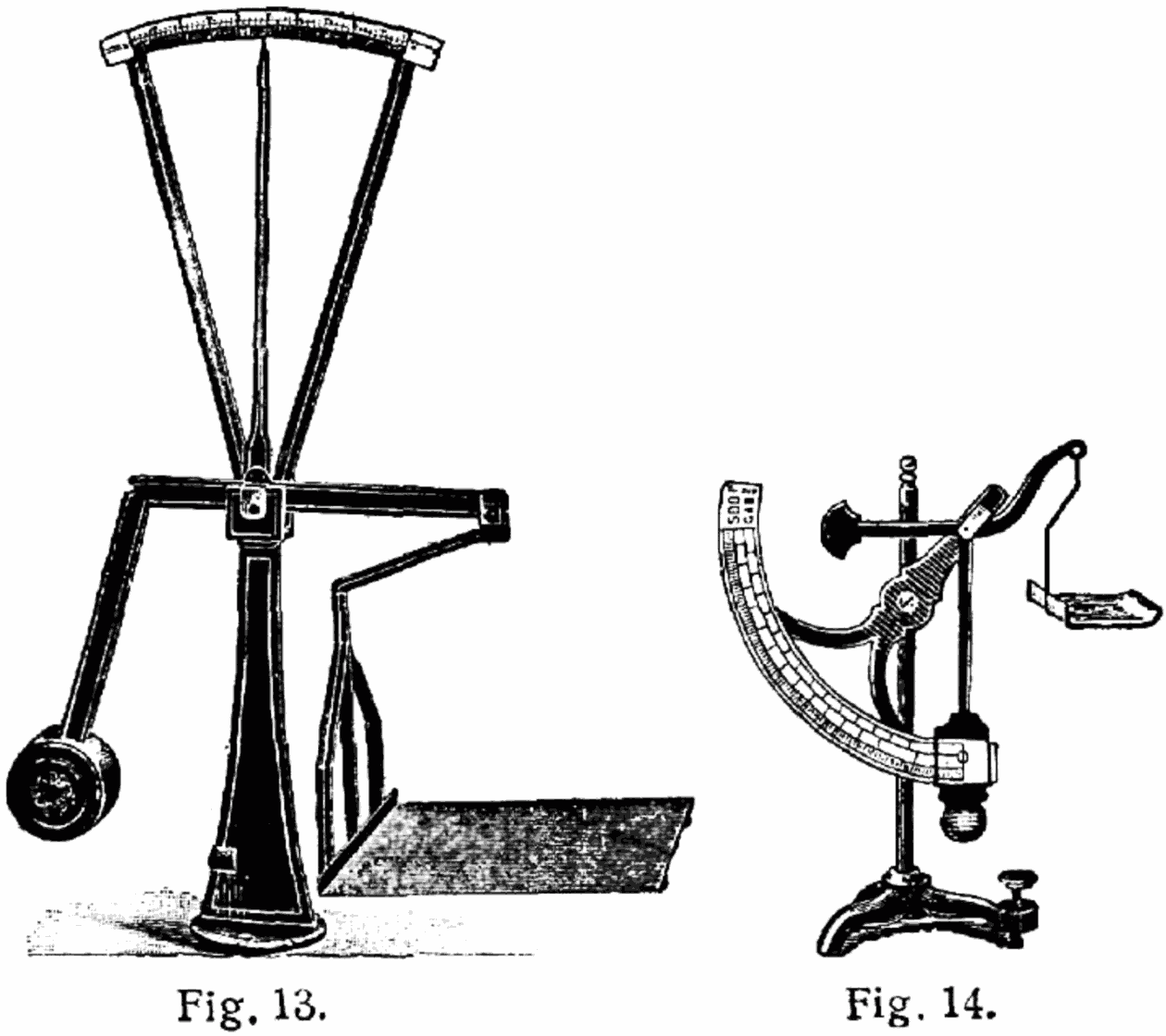

Das restriktive Eichgesetz erforderte eine Verbesserung dieser Messmethode, da keine neuen Wiegetechniken eingeführt werden konnten. 1924 wurde die erste Neigungswaage für den allgemeinen Handelsverkehr zugelassen. Bei der Neigungswaage wird das zu messende Gewicht durch die Auslenkung einer Masse an einem Hebel kompensiert, die das Ablesen auf einer Skala ermöglicht. Obwohl diese Technik zunächst nur Messungen mit hohen Ungenauigkeiten erreichte, konnte sich diese Waage schnell verbreiten. 1930 erteilte die Physikalisch-Technische Reichsanstalt die Zulassung der ersten entlastungslosen Fahrzeugwaage. Durch den Einbau von Stoßdämpfern und Pendelgehängen, die später durch Kugelsupporte ersetzt wurden, konnte der Wägevorgang erneut beschleunigt werden.
Seit den 1950er Jahren wird vermehrt Elektronik im Waagenbau verwendet, die die mechanische Waage verdrängt. Bestehende Hebelwerkwaagen wurden teilweise durch den Austausch des Hebelwerks durch Wägezellen, die nun die Last aufnehmen, zu Hybridwaagen umgebaut. Die Grundlage für die Wägezelle wurde bereits im Jahre 1843 vom englischen Physiker Sir Charles Wheatstone gelegt, der eine Brückenschaltung zur präzisen Messung des elektrischen Widerstands entwickelte. Diese Wheatstonesche Brücke werden seit den 1940er Jahren zur Messung von Widerstandsänderungen in Dehnungsmessstreifen (DMS), einem zentralen Bauteil der Wägezelle, genutzt.
Seit Mitte der 1990er Jahre werden neue Fahrzeugwaagen nur noch mit Wägezellen gebaut.

## Bauarten

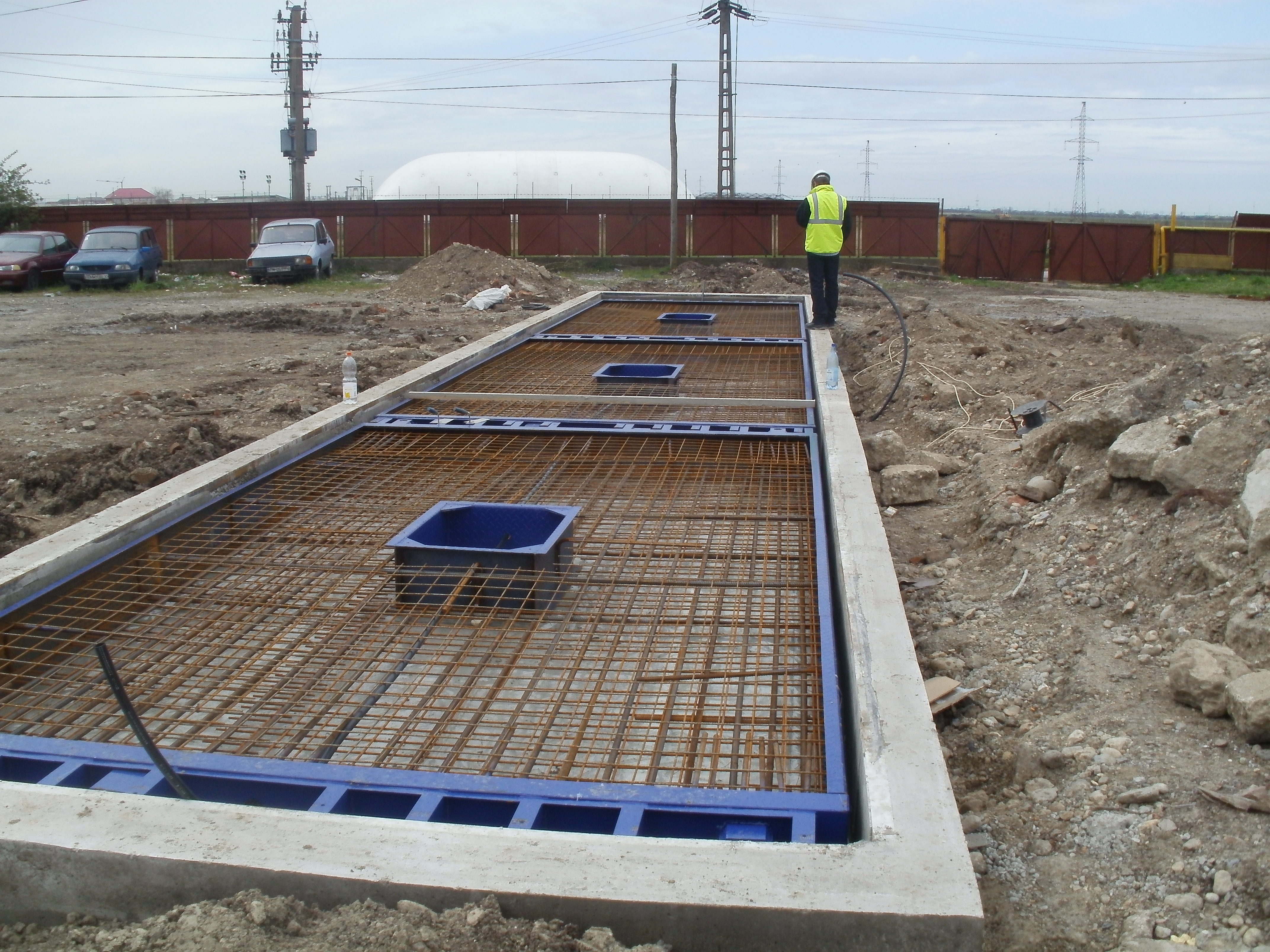
Fahrzeugwaage im Bau, Rumänien

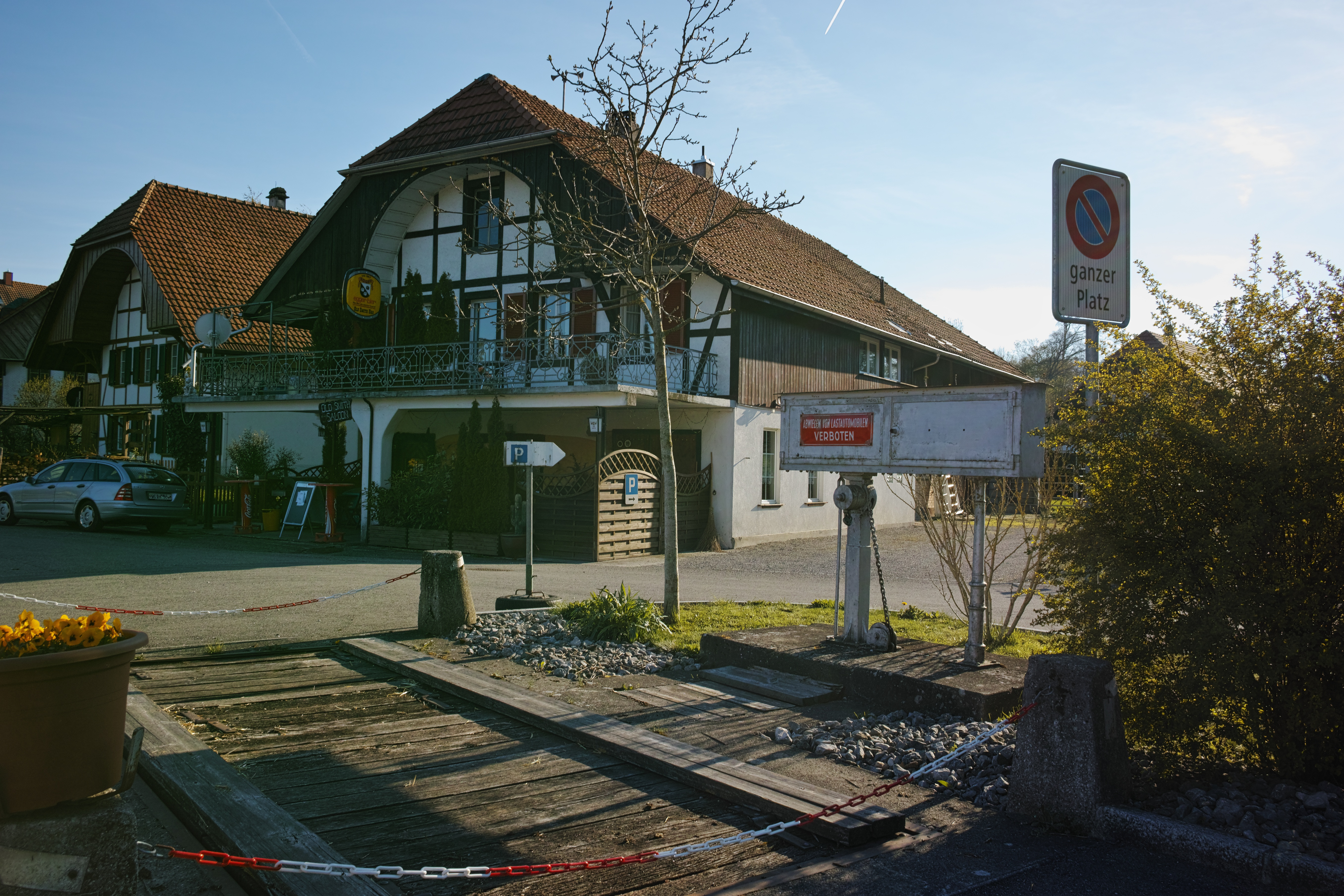
Fahrzeugwaage in der Schweiz (2016)

Fahrzeugwaagen werden in drei verschiedene Bauarten unterteilt:
- Mechanische Hebelwerkswaage
- Elektromechanische Waagen
- Hybridausführungen

Zudem wird zwischen Überflur- und Unterflurwaagen unterscheiden, die in Stahlbeton- und Stahlausführung angeboten werden. Fahrzeugwaagen mit mehrteiligen Brückenkombinationen ermöglichen die Bereitstellung individueller Waagengrößen.
Elektromechanische Waagen und Hybridwaagen können mit DMS-Lastaufnehmern, einem Wägeterminal mit digitaler Gewichtsanzeige und Bedienerführung sowie diversen Schnittstellen für Drucker, Schaltkontakte, EDV-Anschlüsse, Zweitanzeigen und weiteren Zusatzausstattungen, die einen weitgehend automatisierten Wägevorgang ermöglichen, ausgestattet werden.

## Arten der Verwiegung
Es wird zwischen nichtselbsttätiger und selbsttätiger Verwiegung unterschieden. Bei einer Fahrzeugwaage handelt es sich normalerweise um eine nichtselbsttätige Waage, da sie manuell bedient wird. Die selbsttätige Waage führt den Wägevorgang inklusive des Aufbringens und Abnehmens der Last automatisiert durch. Dieser Waagentyp benötigt eine besondere Zulassung.

## Selbstverwiegesystem
Das zu verwiegende Fahrzeug wird auf der Waage positioniert. Der Fahrzeugführer löst eigenständig den Wägevorgang am sich am Anfang der Waage befindlichen Schaltschrank aus. Um eine Manipulation der Messung zu vermeiden, ist eine kamera- oder/und sensorgestützte Positionserfassung installiert. Zudem wird das Kennzeichen erfasst und die Wägung einem hinterlegten Auftrag zugeordnet.

## Messverfahren
Die Gewichtserfassung erfolgt bei modernen Fahrzeugwaagen elektromechanisch mit Hilfe von Wägezellen. Diese müssen, damit sie für den eichpflichtigen Gebrauch verwendet werden dürfen, nach entsprechender WELMEC-Richtlinie eingebaut werden. Üblicherweise werden hierfür analoge Wägezellen mit integriertem elastischem Kraftaufnehmer und darauf befindlichen Dehnungsmessstreifen verwendet, die die Belastungen in elektrische Signale umwandeln. In den Messzellen sind Träger aus speziellem Stahl eingebaut, die sich unter Lasteinwirkung verformen und in den integrierten Dehnungsmessstreifen eine elektronisch messbare Widerstandsänderung bewirken. Dieses wird an ein Wägeterminal zur Umwandlung in ein digitales Signal weitergeleitet und als Gewichtsangabe zur Anzeige gebracht.
Mittlerweile werden häufig digitale Wägezellen eingesetzt, bei denen die Umwandlung in ein digitales Signal bereits in der Messzelle stattfindet.

## Messgenauigkeit
Die Messgenauigkeit hängt von der qualitativen Ausführung, den Standortbedingungen, der ordnungsgemäßen Benutzung und Bedienung der Waage ab. Die gesetzlichen Anforderungen an die Genauigkeit von Fahrzeugwaagen wird in der Mess- und Eichverordnung durch die Genauigkeitsklassen III definiert, wobei die Grundlage hierfür die relative Auflösung und der Quotient aus der Höchstlast Max und dem kleinsten aufgelösten Gewichtswert, dem Eichwert bildet. Fahrzeugwaagen finden sich hierbei in der Genauigkeitsklasse III wieder.
| Klasse | Eichwerte           | Mindestlast (min) | Anzahl der Eichwerte | Anzahl der Eichwerte |
|        |                     | Minimum           | Minimum              | Maximum              |
| I      | 0,001g < e          | 100 e             | 50000                | -                    |
| II     | 0,001 g < e < 0,05g | 20 e              | 100                  | 100000               |
|        | 0,1g < e            | 50 e              | 5000                 | 100000               |
| III    | 0,1g < e < 2g       | 20 e              | 100                  | 10000                |
|        | 5g < e              | 20 e              | 500                  | 10000                |
| IIII   | 5g < e              | 10 e              | 100                  | 1000                 |

Die Fehlertoleranzen einer geeichten Waage sind durch die Internationale Organisation für das gesetzliche Messwesen (OIML R76) festgelegt und wurden in die Richtlinie 2014/31/EU übernommen.

## Eichung von Fahrzeugwaagen
Beim Wiegen im geschäftlichen Verkehr ist das Eichen der Waage erforderlich, damit die Genauigkeit des Messergebnisses garantiert und der Verbraucherschutz gewahrt wird. Manche Branchen unterliegen keinen nationalen eichrechtlichen Verpflichtungen. In diesen Fällen gelten weltweit gültige Richtlinien, wie zum Beispiel das SOLAS-Übereinkommen für Spediteure.
Damit eine Waage vom Eichamt geeicht werden kann, muss sie vorher durch den Waagenhersteller konformitätsbewertet (früher erstgeeicht) werden. In Betrieb genommene Waagen müssen innerhalb der ersten sechs Wochen nach Inbetriebnahme durch den Betreiber angemeldet werden. Die Konformitätsbewertung verliert 3 Jahre nach der Erteilung ihre Gültigkeit und die Waage muss vom regional zuständigen Eichamt neu geeicht werden. Es liegt in der Verantwortung des Betreibers, die Waage fristgerecht durch das Eichamt neu bewerten zu lassen. Für die Eichung von Fahrzeugwaagen werden sogenannte Eichfahrzeuge verwendet. Diese sind von der Maut befreit und haben eine Sondergenehmigung. Im Regelfall haben sie ein Gesamtgewicht von 50.000 kg. Auf dem Eichfahrzeug befinden sich unterschiedliche Prüfgewichte und ein Stapler, mit dem die Gewichte zur Eichung auf der Fahrzeugwaage versetzt werden.